# マカイロドゥス族
マカイロドゥス族（マカイロドゥスぞく、Machairodontini）は、中期中新世の間にヨーロッパ・アジア・アフリカ・北アメリカに生息した、絶滅したマカイロドゥス亜科に属する大型の剣歯虎の族。

## 形態
Machairodont は「ナイフの歯」という意味で、マカイロドゥス族の動物の特徴を如実に表している。マカイロドゥス族の動物は現在のネコ亜科と類縁関係にある捕食動物で、ネコ科の系統群の中に共通の祖先を持つ。マカイロドゥス族の動物は中型から大型の剣歯虎で、その体躯は体重現在のライオンに匹敵したとみられている。マカイロドゥス族にはマカイロドゥスやヘミマカイロドゥスおよびミオマカイロドゥスが含まれ、ホモテリウム族の一部として位置づけられることもある。彼らの最大の特徴は上顎に生えているシミター型の犬歯である。この犬歯は粗い鋸歯状構造が並び、縦に平らにな構造となっている。マカイロドゥス族の犬歯はスミロドンといった他の剣歯虎と比較して短いものの、それでも上顎に並ぶ他の歯と比較すると異様に長い。犬歯と小臼歯は歯隙として知られるような間隙で分かれている。顎の底の部分には小さな切歯があり、大きな下顎の犬歯とともに一列に並んでいる。なお、下顎の犬歯は上顎のものほど長くはない。下顎においても犬歯と小臼歯の間には間隙が開いている。
マカイロドゥス族は歯だけでなく四肢も長かった。

## 分類
マカイロドゥス族は1872年にGillが命名し、1964年にde Beaumontが支持した。1983年にはBertaとGalianoがマカイロドゥス亜科に分類した。

### 下位分類
- マカイロドゥス Machairodus Kaup, 1833
  - M. alberdiae
  - M. aphanistus
  - M. horribilis
  - M. laskerevi
  - M. pseudaeluroides
  - M. robinsoni
- ヘミマカイロドゥス（英語版） Hemimachairodus Koenigswald, 1974
  - H. zwierzyckii
- ミオマカイロドゥス（英語版） Miomachairodus Schmidt-Kittler 1976
- M. pseudaeluroides

### 系統
マカイロドゥス族の系統関係を以下のクラドグラムに示す。

| マカイロドゥス     | \| \| Machairodus alberdiae \| \| \| \| \| \| Machairodus aphanistus \| \| \| \| \| \| Machairodus horribilis \| \| \| \| \| \| Machairodus laskerevi \| \| \| \| \| \| Machairodus pseudaeluroides \| \| \| \| \| \| Machairodus robinsoni \| \| \| \| |
|                    | \| \| Machairodus alberdiae \| \| \| \| \| \| Machairodus aphanistus \| \| \| \| \| \| Machairodus horribilis \| \| \| \| \| \| Machairodus laskerevi \| \| \| \| \| \| Machairodus pseudaeluroides \| \| \| \| \| \| Machairodus robinsoni \| \| \| \| |
| ミオマカイロドゥス | Miomachairodus pseudaeluroides |
|                    | Miomachairodus pseudaeluroides |
| ヘミマカイロドゥス | Hemimachairodus zwierzyckii |
|                    | Hemimachairodus zwierzyckii |
|                    | Machairodus alberdiae |
|                    | |
|                    | Machairodus aphanistus |
|                    | |
|                    | Machairodus horribilis |
|                    | |
|                    | Machairodus laskerevi |
|                    | |
|                    | Machairodus pseudaeluroides |
|                    | |
|                    | Machairodus robinsoni |
|                    | |

|  | Machairodus alberdiae       |
|  |                             |
|  | Machairodus aphanistus      |
|  |                             |
|  | Machairodus horribilis      |
|  |                             |
|  | Machairodus laskerevi       |
|  |                             |
|  | Machairodus pseudaeluroides |
|  |                             |
|  | Machairodus robinsoni       |
|  |                             |

## 地質学・地理学的分布
最初期のマカイロドゥス族はトルコの中期更新世後期の地層から産出したミオマカイロドゥスである。後期中新世から前期更新世にかけてのアフリカの地層からもマカイロドゥス族の種が発見されている。具体的な産地はLothagam (en) 、Sahabi、Langebaanweg (en) が挙げられる。マカイロドゥス族はヴァーレシアン (en) の頃に東へ分布を移動し、約1000万年前にアジアに進入、東寺における主要な捕食動物の1つとなった。
マカイロドゥス族には北アメリカとユーラシアで発見されている種との類似点が複数あり、ユーラシアから後期中新世以前（前期ヘンフィリアン (en) の終わり頃）に移動していたことが支持されている。ヨーロッパ・アフリカ・アジアの種 Machairodus aphanistus と南北アメリカの種 Machairodus catocopisはかつてごく近縁だと考えられており、捕食動物の移動があったこと、および剣歯虎がユーラシアから北アメリカに分布を拡大したことを示唆していた。これは北アメリカとユーラシアの種の進化的類似性と当時における2つの大陸の間の種の移動に繋がりを持たせることとなった。しかし、ホモテリウム族がマカイロドゥス族の子孫ではないことと、マカイロドゥス族の複数の種がニムラヴィデス・カタコプシスやホモテリウムおよびアンフィマカイロドゥスといったホモテリウム族であると判明したことにより、上記の見解は論駁された。

## 進化の関係
上顎の犬歯の形態に基づいてリンネ式分類を使用した以前の剣歯虎の系統解析では、マカイロドゥス亜科にはマカイロドゥス族・ホモテリウム族・スミロドン族・メタイルルス族の4族が含まれることが示唆された。その後さらなる化石の発見に基づき、マカイドロゥス族はホモテリウム族に割り当てられ、ホモテリウム族にはマカイロドゥス（M. aphanistus と M. giganteus）が含まれることとなった。これらの種は長大な上顎の犬歯をなすシミター型の歯が特徴である。スミロドン族にはパラマカイロドゥスやメガンテレオンおよびスミロドンが含まれ、これらの属はより長いダガー型の歯が特徴である。メタイルルス族にはメタイルルスやディノフェリスといった属が含まれた。メタイルルス族は前者2つの系統群と異なる、鋸歯状構造を持つダガー型の歯が生えていることから分類された。残念ながら、剣歯虎の頭部よりも後ろの骨格は少なく、系統解析に用いることのできる特徴はほとんど頭骨のものである。
2013年に発表された研究では、剣歯虎の進化関係が新たなアプローチで示唆された。この研究ではリンネ式の分類ではなく分岐系統が採用され、剣歯虎の共有派生形質は卓越した上顎の犬歯とは別の骨に数多く基づいているため、最大節約的解析では当初の4族が復元できないと結論付けられた。
研究者は以前提唱された族から真のサーベル・トゥースド・キャットの全ての属（メガンテレオン、スミロドン、アンフィマカイロドゥス、ホモテリウム、ゼノスミルス）を抽出した Eumachairodontia と呼ばれる系統群を創設した。Eumachairodontia の共有派生形質は大きく平らで肥大化した上顎の犬歯である。真のマカイロドゥス亜科の共有派生形質には平らで小さな下顎の犬歯、奥の大臼歯と比較して小型である上顎の第一大臼歯などがある。

## 生態
マカイロドゥス族に属する3属の巨大化した犬歯は形態学的特徴であるだけに留まらず、特殊化した狩りの道具として使用されていた。この特殊化した犬歯の効果的な使用方法としてcanine shear-biteが提唱されている。このモデルでは、歯が獲物の首や他の凸部を噛んで、上顎を碇のように使って皮膚を破る形で歯を引き抜いて穴を開け、大量出血と大きな肉塊の切除に至る様子が示されている。
マカイロドゥス族の種には M. aphanistus のように強い性的二形を示すものもいる一方で、スミロドン族のパラマカイロドゥスのような他のマカイロドゥス亜科の動物はわずかな性的二形しか示さない。雄の犬歯は雌の犬歯よりも大型であると見られ、これは雌を巡る雄同士の競争に起因する可能性がある。様々な性的二形からは、現在のネコ科動物がそうしているようにマカイロドゥス族も種ごとに異なる生態をしていたことが示唆されている。